# OpenFOAM
OpenFOAM (з англ. "Open source Field Operation And Manipulation") - це інструмент мовою C++ для розробки чисельних методів та розв'язування проблем механіки суцільного середовища, включаючи обчислювальну гідродинаміку. Код надається вільно і відкрито за умов дотримання GNU General Public License. Назву OpenFOAM було зареєстровано компанією OpenCFD Ltd в 2007 року. Ліцензіата змінено на OpenFOAM Foundation Ltd у 2011 році.

## Історія
OpenFOAM (початкова назва — FOAM) було створено Генрі Веллером наприкінці 1980-х в Імперському коледжі Лондона, щоб розробити більш потужну та гнучку загальну імітаційну платформу, ніж Фортран. Це призвело до вибору C++ як мови програмування через її модульність та об'єктно-орієнтовані функції. Хруве Ясак працював у Імперському коледжі як доктор філософських наук з 1993 до 1996 року. У 2000 році Ясак об'єднав свої зусилля з Веллером у спробі комерціалізації FOAM  через компанію Nabla Ltd. У 2004 році компанія Nabla Ltd припинила роботу, і Генрі Веллер, Кріс Грінсілдс та Маттійс Янссенс заснували OpenCFD Ltd для розробки та випуску OpenFOAM. У той же час, Ясак заснував консалтингову компанію Wikki Ltd  і підтримував розгалуження openfoam-extend, пізніше  перейменовану на foam-extend.
8 серпня 2011 року OpenCFD було придбано Silicon Graphics International (SGI). У той же час авторське право на OpenFOAM було передано OpenFOAM Foundation, новоствореній неприбутковій організації, яка керує OpenFOAM і розповсюджує її широкій публіці. 12 вересня 2012 року, ESI Group оголосила про придбання OpenCFD Ltd від SGI. У 2014 Веллер і Гріншилдс покинули ESI Group і продовжують розробку та управління OpenFOAM, від імені OpenFOAM Foundation, на CFD Direct. CFD Direct розробляє OpenFOAM версію з ідентифікатором програмного забезпечення (5.0), тоді як ESI group зараз самостійно розробляє версію з ідентифікатором програмного забезпечення (v1712).

## Відмінні особливості

### Синтаксис
Одним з відмінних рис OpenFOAM є його синтаксис для тензорних операцій та рівнянь в частинних похідних. Наприклад, рівняння
{\displaystyle {\frac {\partial \rho \mathbf {U} }{\partial t}}+\nabla \cdot \phi \mathbf {U} -\nabla \cdot \mu \nabla \mathbf {U} =-\nabla p}

представляється кодом
```
solve

(

     
fvm
::
ddt
(
rho
,
U
)

   
+
 
fvm
::
div
(
phi
,
U
)

   
-
 
fvm
::
laplacian
(
mu
,
U
)

 
==

   
-
 
fvc
::
grad
(
p
)

);

```

Цей синтаксис, досягнутий завдяки використанню об'єктно-орієнтованого програмування та перевантаженню оператора, дозволяє користувачам створювати власні розв'язувачі з відносною легкістю. Тим не менш, налаштування коду стає більш складним із збільшенням глибини в бібліотеці OpenFOAM через відсутність документації та значне використання шаблонного метапрограмування.

### Розширюваність
Користувачі можуть створювати власні об'єкти, такі як граничні умови або моделі турбулентності, які працюватимуть з існуючими розв'язувачами без необхідності модифікувати або перекомпілювати існуючий вихідний код. OpenFOAM виконує це шляхом об'єднання віртуальних конструкторів з використанням спрощених базових класів як інтерфейсів. Як результат, це дає OpenFOAM хороші розширювальні якості.

## Структура OpenFOAM
OpenFOAM складається з великої базової бібліотеки, яка пропонує основні можливості коду:
- Тензорні операції та операції із векторними полями
- Дискретизація рівнянь в частинних похідних з використанням зручного для читання людиною синтаксису
- Рішення лінійних систем[17]
- Рішення звичайних диференціальних рівнянь[18]
- Автоматичне розпаралелювання операцій високого рівня
- Динамічна сітка[19]
- Загальні фізичні моделі
  - Реологічні моделі[20]
  - Термодинамічні моделі[21]
  - Моделі турбулентності[22]
  - Хімічні реакції та моделі кінетики[23]
  - Лагранжеві методи відстеження частинок[24]
  - Моделі випромінювання-теплопередачі
  - Методології багато- та одноканальних фреймів

Потужності, надані бібліотекою, потім використовуються для розробки додатків. Програми розробляються за допомогою синтаксису високого рівня, представленого OpenFOAM, метою якого є відтворення умовних математичних позначень. Є дві категорії додатків:
- Розв'язувачі: вони виконують фактичний розрахунок для вирішення конкретної проблеми механіки континууму.
- Утиліти: вони використовуються для підготовки сітки, встановлення симуляційного випадку, обробки результатів та виконання операцій, крім вирішення розглянутої проблеми.

Кожна програма надає певні можливості: наприклад, програма blockMesh використовується для створення сітки з вхідного файлу, наданого користувачем, тоді як інша програма, що називається icoFoam, розв'язує рівняння Нев'є-Стокса для нестисливого ламінарного потоку.
Нарешті, набір сторонніх пакетів використовується для забезпечення паралельної функціональності (OpenMPI) та графічної після обробки (ParaView).

## Можливості
OpenFOAM розв'язувачі включають:
- Базові CFD розв'язувачі

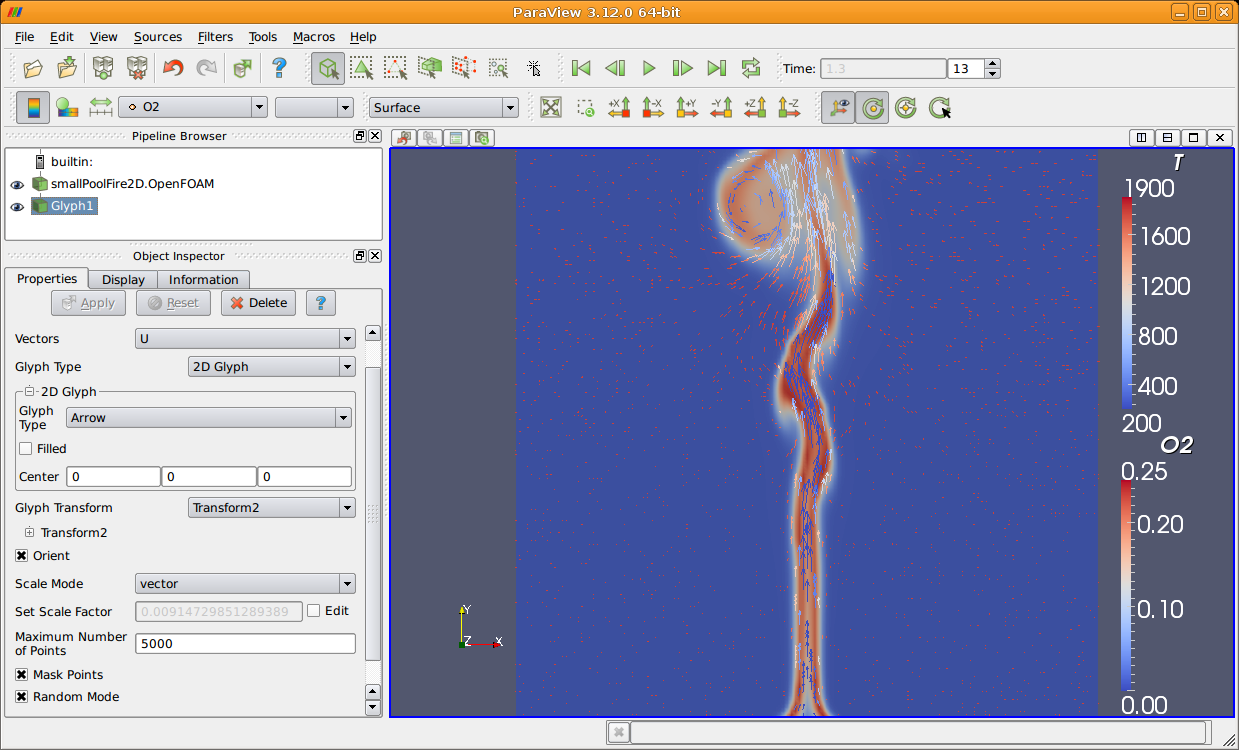
Моделювання спалення Метану. Графічний інтерфейс користувача - ParaView.

- Нестримний потік з RANS та LES можливостями[26]
- Потік стисливої рідини з RANS- та LES-можливостями[27]
- Розв'язувачі плавучих потоків[28]
- DNS та LES
- Розв'язувачі багатофазових потоків[29]
- Розв'язувачі відстеження частинок
- Розв'язувачі проблем згоряння[30]
- Розв'язувачі для кон'югатної теплопередачі[28]
- Розв'язувачі молекулярної динаміки[31]
- Розв'язувачі симулятора Монте Карло[32]
- Розв'язувачі електромагнетизму[33]
- Розв'язувачі твердої динаміки[34]

Крім стандартних розв'язувачів, синтаксис OpenFOAM дозволяє легко створювати власні розв'язувачі.
OpenFOAM-утиліти поділяються на:
- Утиліти сіток
  - Генерація сітки: вони генерують обчислювальні сітки, починаючи з вхідного файлу (blockMesh) або з загальної геометрії, яка вказується як  STL-файл, який автоматично зчеплений шістнадцятковою сіткою (snappyHexMesh)
  - Перетворення сітки: вони перетворюють сітки, створені за допомогою інших інструментів, у формат OpenFOAM
  - Маніпуляція сіткою: вони виконують певні операції на сітці, такі як локалізований пошук, визначення регіонів та інші
- Утиліти паралельної обробки: вони надають інструменти для розкладання, реконструкції та перерозподілу обчислювального корпусу для виконання паралельних обчислень
- Передпроектні утиліти: інструменти для підготовки випадків моделювання
- Утиліти пост-обробки: інструменти для обробки результатів випадків моделювання, включаючи плагін для інтерфейсу OpenFOAM та ParaView
- Поверхневі утиліти
- Термофізичні утиліти

## Ліцензія
OpenFOAM вільне та відкрите програмне забезпечення, випущене за умови дотримання GNU General Public License версії 3.

## Переваги та недоліки

### Переваги
- Привітний синтаксис для рівнянь з частковими похідними
- Повністю документований вихідний код[36]
- Неструктуровані багатогранні сітки
- Автоматичне розпаралелювання додатків, написаних за допомогою високого рівня синтаксису OpenFOAM
- Широкий вибір додатків та моделей, готових до використання
- Комерційна підтримка та навчання, надані розробниками
- Без витрат на ліцензію

### Недоліки
- Розвиток громади страждає від фрагментації, що призвело до створення численних проектів.
- Відсутність інтегрованого графічного інтерфейсу користувача
- Посібник для програміста не надає достатньої інформації

## GUI і програмні інструменти з інтегрованим OpenFOAM розв'язувачем
- FEATool[37]
- HELYX-OS[38]
- iconCFD[39]
- SimFlow[40]
- SimScale[41]
- SwiftBloc[42] та SwiftSnap[43]
- VisualCFD[44]
- InsightCAE [45]